# Danmarks runeindskrifter 217
DR 217 är en vikingatida (Jelling) runsten av granit i Stiftsmuseet Maribo och Lollands kommun.
Stenen hittades år 1854 i samband med plöjning nära ett gammalt vadställe i Sædinge, Sædinge socken, men delades i 9 delar som spreds innan runorna upptäcktes. Delarna ihopsattes flera gånger.

## Inskrift
Translitterering av runraden:
§A þurui : kat : kauruan (:) ¶ stain : þansi : --(-) ¶ (k)(r)(u)(k) · 
§B uiar (:) sin : ian : han (:) uas ¶ -- alra · triu--... 
§C sutrsuia (:) au(k) (:) suþr[tana ·] ¶ kuaul : at : ha- af nur¶minum som 
§D baistr : han uas ¶ ... sutrsuia : (-)uk ·
Normalisering till rundanska:
§A Þorwi gat gørwan sten þænsi ... Krok, 
§B wær sin, æn han was [þa](?) allra driu[gastr](?) 
§C sundrswea ok suþrdana. Kwol at ha[l]/ha[nn], af normannum sæm 
§D bæztr. Han was [þa](?) sundrswea [l]ok/ok.
Översättning till nusvenska:
Tyrvi låtit göra stenen till minne av sin man Krok. Särsvear och syddaner(?) dräpte honom.
Inskriften har flera danska beläggen på folkslagsnamn samlade: sundrswea, suþrdana och normannum, som tolkas som ’särsvearnas’, ’syddanernas’ och ’nordborna’ (eller ’norrmännen’).